# 銚子元気娘。
銚子元気娘。（ちょうしげんきむすめ。）は、2013年（平成25年）7月から2015年（平成27年）3月まで、1年9か月間にわたって千葉県銚子市を拠点として活動を行っていた日本の2人組ローカルアイドルである。2013年7月には銚子市の特別観光大使に任命されている。

## 概要
2011年3月11日に発生した東日本大震災の影響で落ち込んだ千葉県銚子市の観光を盛り上げようと、市民団体「銚子元気塾」の主催で銚子市市制施行80周年記念事業の後援事業で結成されたご当地アイドルである。
銚子市に在住・在学・在勤する一般市民を対象に公募された中から、2013年7月14日に犬吠埼灯台にて開催された「銚子音楽祭2013in犬吠埼灯台」で「銚子市ご当時アイドル『銚子元気娘。』最終オーディション」が行われメンバーが決定、結成式が行われた。同年7月21日に銚子ポートタワーにて開催された「生マグロ解体ショー!!　with.銚子元気娘。」でイベント初出演、9月16日にイオンモール銚子にて開催された「銚子音楽祭2013」で新曲を披露し、9月28日にデビューシングル「ここに☆キラッせ：ありがとう☆」を発売。2014年3月16日にはセカンドシングル「みらくるトレイン」を発売した。
毎月第四日曜日に開催されている「銚子観音・門前軽トラ市」など、地元銚子市と千葉県内でのイベントを中心に出演。当初は2014年9月までの期間限定ご当地アイドルして結成されたが、地元やインターネットなどでの反響の大きさから、2014年7月27日にプロデューサーの桶谷範幸が活動期間の延長を発表した。次なる目標に”関東制覇”を掲げ、同年10月12日からは「銚子元気娘。一都六県ツアー」と題して県外のイベントに出演し銚子の魅力をPR、2015年3月15日には栃木県真岡市の「SLキューロク館」前で開催された銚子市、銚子観光協会、銚子電鉄合同の観光PR活動に出演し、目標であった関東制覇を果たした。
2014年の年末にはホリプロ主催の「ご当地アイドルNo.1決定戦 U.M.U AWARD 2014」において日本全国のエントリーの中からファイナリスト候補として「ALL JAPAN SELECTION 2014」20組に選出され、動画投稿サイトYouTubeで公開したプロモーション動画による最終審査で、千葉県のグループでは初となるファイナリスト8組に進出、12月30日に東京・江東区のイベントホール「ZEPP TOKYO」で開催された決勝戦でパフォーマンスを披露した。
2015年1月25日、銚子観音・門前軽トラ市でのライブにて、同年3月29日にイオンシネマ銚子で開催する解散ライブをもって、銚子元気娘。を解散することを宣言した。同年3月21日に銚子電鉄・犬吠駅で開催されたイベントにて、2人の活動が銚子の魅力を伝え、観光振興や地域活性化に功績があったと評価され、越川信一銚子市長よりそれぞれに感謝状が贈られた。

## メンバー
- 今 知香子（こん ちかこ、1997年12月11日 - ） - 茨城県出身、緑担当。愛称:ちーね
  - 解散後、和洋女子大学のユニドルグループ「和娘。」で活動していた。大学卒業後2020年6月からPREMOTEのメンバーとしてアイドル活動再開（以後、今ちかこ名義）、解散後2022年2月から「みらくる☆ふぉーぜ」メンバーとして活動中。
- 大﨑 瑠衣（おおさき るい、1998年3月18日 - ） - 千葉県銚子市出身、ピンク担当。愛称:るぃるぃ
  - 解散後間もなくアクアルナ・エンターテイメントに加入、2015年7月からじぇるの！（後のJewel☆Mare→Jewel☆Neige）メンバーとして活動、2016年6月に新グループ（後のChu☆Oh!Dolly）に移籍。Chu☆Oh!Dolly在籍中、2018年1月からグループごとディアステージに所属事務所を移籍。解散後#DSPMSTARSを経てさよならステイチューンの初期メンバーとして2024年9月まで活動。

## 略歴
2013年
- 07月14日、メンバーが決定、お披露目・結成式が行われる。
- 07月15日、Facebookページ開設。
- 07月26日、銚子市の越川信一市長より特別銚子観光大使を委嘱される[11]。
- 09月16日、イオンモール銚子にて開催された「銚子音楽祭2013」でステージデビュー。
- 09月19日、ホームページ開設。
- 09月28日、デビューシングル「ここに☆キラッせ：ありがとう☆」を発売。

2014年
- 02月09日、KINGSX TOKYOにて開催された「Happiness!!-COMPLETE the IDOL-」に出演。
- 03月16日、セカンドシングル「みらくるトレイン」を発売。
- 05月05日、イオンモール銚子にて行われた「2014春　銚子警察署交通安全フェア」にて交通安全大使を務める[12]。
- 06月22日、渋谷Star Loungeにて開催された「Happiness!!-COMPLETE the IDOL-」に出演。
- 11月16日、サードシングル「サンライズ・オーシャン」を発売。
- 12月30日、ZEPP TOKYOにて開催された「ご当地アイドルNo.1決定戦 U.M.U AWARD 2014」決勝戦に出場。

2015年
- 01月25日、銚子観音・門前軽トラ市でのステージにて解散を宣言。
- 03月29日、イオンシネマ銚子 シネマ2にて開催された「銚子元気娘。FINAL」をもって解散[13]。

## 作品

### シングル
- 「ここに☆キラッせ：ありがとう☆」（2013年9月28日）
- 「みらくるトレイン」（2014年3月16日） - 銚子電鉄公認応援ソング
- 「サンライズ・オーシャン」（2014年11月16日） - 銚子旅館組合主催『サンライズオーシャン』テーマソング

## 出演
- 銚子元気娘。オフィシャルホームページ[14]、銚子元気娘。公式Facebookページ[15]より

### テレビ
- おじゃまします!市町村街かどクイズ（2013年12月27日、チバテレビ）
- 熱血BO-SO TV（2014年2月15日、チバテレビ）
- ケンイチ（2014年10月16日、BS日テレ）

### ラジオ
- チバ☆スタ（2013年12月7日、NHK千葉放送局）- 「2013年輝いた皆さん」公開生ラジオ出演

### イベント
2015年
- 銚子市観光フォトコンテスト支援ライブ（2015年1月11日、地球の丸く見える丘展望館）
- 門前軽トラ市ライブ（2015年1月25日、ココロード銚子）
- Valentine Realize（2015年2月8日、銚子 JOJO）
- ちょうし冬まつりサンライズクルーズ with 銚子元気娘。（2015年2月11日、銚子マリーナ/君ヶ浜）
- 銚子元気娘。単独ライブ（2015年2月15日、川越市産業観光館 小江戸蔵里（埼玉県川越市）） - 一都六県ツアーin埼玉
- 東京大マラソン祭り（2015年2月22日） - 一都六県ツアーin東京
- まいんバザール（2015年3月1日、龍ヶ崎本町商店街（茨城県龍ヶ崎市）） - 一都六県ツアーin茨城
- 栃木遠征（2015年3月15日、真岡駅キューロク館前広場） - 一都六県ツアーin栃木
- ありがとう☆銚電 銚子元気娘。犬吠駅ラストライブ（2015年3月21日、銚子電鉄・犬吠駅）
- BIG WAVE CHIBARITY（2015年3月22日、Tジョイ蘇我）
- ガールズ大集合☆J-POP2015（2015年3月28日、茂原アスモ）
- 銚子元気娘。FINAL（2015年3月29日、イオンシネマ銚子 シネマ2）

### 公式サイト
- 銚子元気娘。オフィシャルホームページ
- 銚子元気娘。公式Facebookページ (choshigenkimusume) - Facebook
- 銚子元気娘。 - YouTubeチャンネル

### 公式ブログほか
- ちーね　銚子元気娘。（アイドルの道のり） - ウェイバックマシン（2010年3月9日アーカイブ分） - Ameba Blog[リンク切れ]
- るいるい革命〜第二章〜 - Ameba Blog
- 銚子元気娘。公式 (@chogenkimusume) - X（旧Twitter）
- 桶谷範幸＠銚子元気塾＆okemilk (@okemilk) - X（旧Twitter）- 銚子元気塾主宰・プロデューサー
- ちーね (@tiyunntiyunn) - X（旧Twitter）
- るいるい (@RuiKirakira) - X（旧Twitter）

### 関連サイト
- 一般社団法人銚子市観光協会
- 銚子元気塾 まちづくりはみんなで考えて行動しましょう！